# Chailley
Chailley es una localidad y comuna francesa situada en la región de Borgoña, departamento de Yonne, en el distrito de Auxerre y cantón de Brienon-sur-Armançon.

## Demografía
| 1 140 | 1 047 | 1 355 | 1 078 | 1 268 | 1 224 | 1 290 | 1 292 | 1 251 | 1 238 | 1 262 | 1 145 | 1 135 | 1 020 | 1 025 | 981 | 874 | 800 | 736 | 673 | 617 | 568 | 542 | 554 | 586 | 522 | 570 | 514 | 562 | 565 | 551 | 609 | 586 |
| Para los censos de 1962 a 1999 la población legal corresponde a la población sin duplicidades (Fuente: INSEE [Consultar]) |       |       |       |       |       |       |       |       |       |       |       |       |       |       |     |     |     |     |     |     |     |     |     |     |     |     |     |     |     |     |     |     |